# Slobodan Budak
Slobodan Budak (Perušić, pokraj Gospića, Savska banovina, Kraljevina Jugoslavija, 5. rujna 1930. – Zagreb, Republika Hrvatska, 5. svibnja 2012.), bio je hrvatski pravnik, borac za ljudska prava, okružni javni tužitelj (1959. – 1971.) i bivši djelatnik Ozne i Udbe (1945. – 1958.).

## Djetinjstvo i mladost
Rođen je kao jedno od četvero djece u obitelji Divka i Franjice Budak (rođene Negovetić). Otac mu je po zanimanju bio privatni činovnik, prijeratni komunist, jedan od čelnika KPJ-u u Kraljevini Jugoslaviji, a majka mu je bila učiteljica.
U to je vrijeme, u razdoblju između 1930. i 1932., njegov otac, Divko Budak, u ličkim mjestu Perušić, nedaleko od Gospića, držao trgovačku radnju, kao paravan za ilegalne partijske aktivnosti na ličkom i primorskom području. Nakon toga, cijela obitelj se seli u Zagreb, te se iz tog vremena veže prijateljstvo između Divka Budaka i Ivana Krajačića Steve, kasnijeg rukovoditelja UDB-e u poslijeratnoj Hrvatskoj i Jugoslaviji, koji je njegovog sina Slobodana uzeo pod protekciju. Nakon dolaska u Zagreb, i uključivanja u ilegalni partijski rad postojala je otvorena mogućnost progona i zatvaranja te je Divko Budak prebjegao u Čehoslovačku, te je u Pragu rukovodio aktivnostima prebacivanja jugoslavenskih boraca internacionalnih brigada u Španjolsku, gdje je bjesnio građanski rat. Kasnije se vraća u Jugoslaviju, obitelji u Zagreb, ali je ubrzo po dolasku uhićen i zatvoren, pa potom pusten, da bi ga oonovno 31.ožujka 1941., uhitile vlasti Banovine Hrvatske, te je s grupom rukovoditelja i čelnika KPH bio zatvoren u zatvoru u Kerestincu, nedaleko od Zagreba. U zatvoru je dočekao izbijanje Travanjskog rata, proglašenje NDH, te dolazak ustaša na vlast. Uvjeti i režim koji je vladao u zatvoru bili su cijelo to vrijeme, u vlasti Banovine Hrvatske i prve etape NDH, prema zatvorenicima bili zadovoljavajući, da bi se nakon njemačkog napada na Sovjetski Savez, 22.lipnja 1941., režim postrožio. Takvo stanje je prouzrokovalo pokušaj organiziranja neuspjelog bijega iz zatvora, 9.srpnja 1941., te je Divko Budak skupa s nekolicinom čelnika i prvaka KPH ubijen 14.srpnja 1941. u Kerestincu, čime je na samom početku Drugog svjetskog rata obezglavljeno rukovodstvo hrvatskog KP-a.

## Srednje godine

### Rad u OZN-i / UDB-i NRH
Na preporuku tadašnjeg prvog načelnika OZN-e za Hrvatsku, generala Ivana Krajačića Steve, tada člana Politbiroa CK KPH, člana Predsjedništva ZAVNOH-a, vijećnika AVNOJ-a, a ujedno i prijatelja pokojnog oca, karijeru je započeo nakon završetka Drugog svjetskog rata, na kontraobavještajnim poslovima u republičkoj OZN-i odnosno UDB-i Narodne Republike Hrvatske (NRH), gdje je radio u razdoblju od 1945. do 1954. godine. U svojem stažu u OZN-i / UDB-i za Zagreb, Budak je radio kao referent i viši pristav od dana 15. svibnja 1945. do 31.siječnja 1955.godine.
Sam navodi, kako je 1954., napustio službu u UDB-i, te je upisao pravni studij na zagrebačkom Pravnom fakultetu, gdje je 1958. stekao titulu diplomiranog pravnika, te je potom upisao posljediplomski studij iz kaznenopravnih znanosti, koji je okončao 1959.godine, da bi se nakon što je stekao diplomu prava zaposlio u javnom tužiteljstvu Socijalističke Republike Hrvatske (SRH).

### Rad u Javnom tužiteljstvu SRH
Nakon što je stekao diplomu prava zaposlio se u javnom tužiteljstvu (danas državnom odvjetništvu) SRH, u kojem je radio u razdoblju od 1959. do 1971.godine. Radio je u okružnim javnim tužiteljstvima u više gradova tadašnje SRH, prvo u okružnom javnom tužiteljstvu u Rijeci, 1959. – 1961., zatim u Zadru 1962., Karlovcu 1963., u Osijeku, 1963. – 1967., te u Zagrebu 1967. – 1971., kada je u prosincu 1971. podnio ostavku na dužnost okružnog javnog tužitelja zbog odbijanja provođenja zabrane jednog broja Hrvatskog tjednika, zatim sudjelovanja u progonima nositelja studentskog pokreta i ostalih sudionika hrvatskog proljeća. Nakon toga, godinama nije mogao otvoriti privatni odvjetnički ured.
U razdoblju od 1971. do 1984. bio je proglašen politički nepodobnim i za odvjetništvo, te je primljen u odvjetništvo tek 1985.godine. U drugoj polovici osamdesetih istaknuo se kao zastupnik obitelji Hebrang u tužbi protiv Vladimira Dedijera koji je u svojoj knjizi iznio informacije OZN-e o Andriji Hebrangu, kao ustaškom špijunu tijekom Drugog svjetskog rata.

### Odlazak u odvjetništvo
U razdoblju od 1971. do 1984. bio je proglašen politički nepodobnim i za odvjetništvo, te je primljen u odvjetništvo tek 1985.godine. U drugoj polovici osamdesetih istaknuo se kao zastupnik obitelji Hebrang u tužbi protiv Vladimira Dedijera koji je u svojoj knjizi iznio informacije OZN-e o Andriji Hebrangu, kao ustaškom špijunu tijekom Drugog svjetskog rata.

## Demokratske promjene

### Sudjelovanje u demokratskim promjenama
U prosincu 1989. sudjelovao je u organiziranju prikupljanja potpisa peticije za raspisivanje prvih slobodnih i demokratskih parlamentarnih izbora u Hrvatskoj, te je na međunarodni Dan ljudskih prava, kao jedan od inicijatora sudjelovao u paljenju svijeća na tadašnjem Trgu Republike (danas Trg bana Josipa Jelačića) u Zagrebu.
Zbog nadolazećih demokratskih promjena u Hrvatskoj bio je jedan od osnivača Hrvatskog društva za zaštitu i promicanje ljudskih prava (HDZLJP), kao prve nevladine organizacije za ljudska prava u tadašnjoj Jugoslaviji, osnovane 18.veljače 1990., kao samostalne i neovisne udruge.

### Nesuđeni prvi šef hrvatske tajne službe u konstituiranju
Početkom devedesetih, zbog demokratskih promjena, na poziv Josipa Manolića, a u ime i uz suglasnost predsjednika Franje Tuđmana, odmah nakon održanih izbora, Budaku je u proljeće 1990. bilo ponuđeno rukovodeće mjesto u novoj, hrvatskoj sigurnosnoj službi u konstituiranju, koja je trebala preuzeti poslove bivše republičke Službe državne sigurnosti (SDS). Zbog nesuglasica oko vizije budućeg zakonskog okvira u kojem bi bile regulirane sigurnosne službe u budućoj demokratskoj i samostalnoj Hrvatskoj, a naročito odnosa i tretmana s bivšom doušničkom (suradničkom) mrežom, zatim otvorenog pitanja dosjea građana koje je sada već bivša, socijalistička, Služba državne sigurnosti (SDS) pratila. Važnim je smatrano i pitanje podataka o osobama koje su vršile likvidacije protivnika bivšeg režima u zemlji i inozemstvu, te pitanje određivanja stvarnih državnih neprijatelja, kojom prilikom bi se napustio nadzor i kontrola političkih neistomišljenika, a sva sila usmjerila na stvarno mogućim neprijateljima države u stvaranju. Manolić je tom prilikom naveo kako oni u HDZ-u još nemaju jasno definiran zakonski okvir, te da bi uputstva o budućem radu trebao dobivati u hodu, što je značilo da bi se trebalo postupati onako kako je u kojem trenutku odgovaralo državnom vrhu, što je Budak odbio. Budak je tada smatrao da bi dosjee koji su u bivšem sustavu vođeni o građanima trebalo ili uništiti ili predati onima na koje se odnose.
Jednom prilikom na razgovoru predstavnika HHO-a s predsjednikom Tuđmanom na Pantovčaku, potegnula se priča o doušnicima bivše UDB-e, te su tom prilikom prisutni članovi HHO-a, Miko Tripalo, Ivan Zvonimir Čičak, Božidar Novak, Zvjezdana Žnidarčić Begović i Slobodan Novak, pred predsjednikom Tuđmanom iznijeli saznanja o informacijama o doušničkoj mreži bivše službe, koja je bila masovna, te se pridobivanje za doušništvo postizalo svim mogućim sredstvima, prije svega ucjenama. Kasnije, sredinom devedesetih, u javnosti su se objavili dokumenti iz vremena Budakova rada u UDB-i, te je na tu okolnost, kao i na prozivke određenih dužnosnika, Budak naveo kako se ne srami niti skriva informacije da je u bivšem jugoslavenskom sustavu radio u policiji, niti da je bio partizan, niti da mu je otac bio komunist.
S druge strane, pitanje doušničke i suradničke mreže je predstavljalo veliki etički problem, smatrao je Budak, da bi u najdrastičnijim slučajevima trebalo to trebalo objaviti u javnosti, radi generalne prevencije u budućnosti, kako bi se građani odvratili od takvog ponašanja, kao mogućeg izbora kojim je osiguran osobni uspjeh i prosperitet pojedinca u državi. Tadašnje nove - stare strukture u sigurnosnim službama su zadržale stare dosjee građana te doušničku, suradničku mrežu, koja je nastavila raditi za nove hrvatske sigurnosne službe. Široka doušnička odnosno suradnička mreža bila je potreba jednog totalitarnog i autoritarnog sustava, koji je i time režim čuvao od mijenjanja i propasti, te je kao takva breme u tranziciji iz totalitarnoga u demokratsko društvo. U razdoblju devedesetih, pa i kasnije, sve do otvaranja tzv. udbinih dosjea, postojala je svojevrsna tzv. industrija straha, u kojoj su pojedinci zloupotrebljavali povlaštene informacije te su istima trgovali, a koje su mogle poslužiti za ucjenjivanje pojedinaca, koji su pod etikom cinkanja postali poslušnici, koji bespogovorno izvršavaju naredbe. Isto tako, zbog ratnih i poratnih prilika kojima je Hrvatska bila izložena, kao žrtva agresije iz susjedne Srbije, pojavila se činjenica da su svi značajniji materijali i dosjei bili u rukama Beograda, kojima se moglo ucjenjivati ljude na značajnijim državnm funkcijama, što je predstavljalo iznimnu opasnost za hrvatske interese, te je Budak smatrao da se radilo o desetini dužnosnika, koji su mogli izazvati teške posljedice za državne interese.

### Borac za ljudska prava
Kada se krajem prosinca 1992. organizirao prvi sastanak osnivačkog odbora budućih članova Hrvatskog helsinškog odbora (HHO),  među njima je bio i Slobodan Budak koji se pridružio inicijativi, te je bio kasniji istaknuti član HHO-a.
Kako nakon uspostave samostalne Hrvatske, nije želio sudjelovati u izvršnoj vlasti, sudjelovao je kao jedan od suosnivača Hrvatskog helsinškog odbora i jedan od njegovih najuvaženijih članova. Imao je svoj odvjetnički ured u Zagrebu. Bio je odvjetnik obitelji nekolicine Srba, koji su početkom Domovinskog rata bez traga nestali u Karlobagu. Zbog toga mu je minirana obiteljska kuća u Karlobagu te je pretučen u predvorju zagrebačkog hotela Intercontinental (današnji Westin). Naime, u lipnju 1996., u zagrebačkom hotelu Intercontinental (Westin), prilikom proslave rođendana nizozemske kraljice, na koji je Slobodan Budak bio pozvan kao predsjednik Hrvatskog pravnog centra, te je među okupljenima prisustvovao tom događaju, u društvu Branka Salaja (1932.), kao tadašnjeg hrvatskog veleposlanika pri Kraljevini Nizozemskoj, i Zdravka Židovca (1940.), kao pomoćnika ministra unutarnjih poslova. Naočigled okupljenih, biva fizički napadnut i pretučen od strane Mladena Naletilića Tute, nekadašnjeg zapovjednika Kažnjeničke bojne HVO-a, koji je tada naišao. Uskoro je pozvana policija, te su o okolnostima bili ispitani svi sudionici događaja. Tadašnje općinsko državno odvjetništvo nije podnijelo optužni akt, pa je sam Budak, smatrajući se oštećenikom, pokrenuo postupak pred sudom, ali ne dočekavši pravorijek.
Kasnije je bio opunomoćenik oštećenikove udovice Sliško, u kaznenom postupku koji je vođen na Županijskom sudu u Zagrebu, zbog ubojstva Vjeke Sliška, stradalog od posljedica teškog ranjavanja koje je zadobio u atentatu na Cvjetnom trgu u Zagrebu, 23. ožujka 2001. godine. Nastavno, Budak se pojavljuje i u svojstvu branitelja Ivice Bertića zvanog Rus, bivšeg Sliškovog prijatelja, tjelesnog čuvara i vozača, tijekom istrage i kasnijeg postupa vođenog zbog osnovane sumnje u počinjenje kaznenog djela ubojstva belgijskog plaćenika Jamesa Martyja Cappiau, koji je pak sudjelovao u spomenutom atentatu na Sliška, direktno pucao i nanio ovome po život opasne ozlijede glave, od kojih je oštećeni Sliško kasnije preminuo, u Vinogradskoj bolnici u Zagrebu.

## Odlazak u mirovinu i aktivizam
Usprkos tome što je već bio odvjetnik u mirovini, te je zagazio u deveto desetljeće života, nastavio je s angažmanom u građanskim inicijativama. Prilikom demonstracija građanskog neposluha, 15. srpnja 2010.godine, zbog višegodišnjeg neslaganja oko izvođenja radova koje je tvrtka u vlasnistvu hrvatskog poduzetnika Tomislava Horvatinčića vršila zbog izgradnje i prenamjene postojeće javne infrastrukture te gradnje poslovno-stambenog Centra Cvjetni u Varšavskoj ulici u Zagrebu godine, Budak je smatrajući kako se radi o pogodovanju privatnim interesima, nauštrb javnih, pridružio okupljenim prosvjednicima s kojima je stajao na pješačkom prijelazu u Gudulićevoj ulici i pružao pasivan otpor. Tom je prilkom bio priveden zajedno s grupom šesnaest mladih građanskih aktivista, te ih je policija uz upotrebu sredstava fizičke prisile privela u policijsku postaju na Trešnjevci, te su desetak sati bili zadržani na obavijesnom razgovoru. Tada je bilo još nekoliko uhićenja zbog ometanja radova u Varšavskoj ulici, koje je na kraju osiguravala policija, te je bilo uhićeno ukupno više od stotinu građana koji su bili povezani s organizacijom prosvjeda. Među uhićenima su u tom slučaju bili i gradski zastupnik i sveučilišni profesor Josip Kregar, zastupnik u Gradskoj skupštini Jurica Meić i Dan Špicer, zatim vođe Prava na grad Urša Raukar i Teodor Celakoski uhićeni su još oko 5.30 sati ujutro, Tomislav Tomašević iz Zelene akcije oko 10 sati, te je bio uhićen i novinar riječkog Novog lista Branimir Zekić.

## Članstva i dužnosti u organizacijama
Bio je predsjednik Hrvatskog pravnog centra, član Hrvatskog helsinčkog odbora, te član Predsjedništva Hrvatske narodne stranke (HNS).

## Smrt
Bio je oženjen, otac dvoje djece. Preminuo je u Zagrebu, 5. svibnja 2012. godine, u osamdesetdrugoj godini života. Pokopan je na zagrebačkom gradskom groblju Mirogoj. Predsjednik Hrvatskog sabora Boris Šprem uputio je izraze sućuti njegovoj obitelji.